# 王家賓 (乾隆進士)
王家賓（?—?），顺天昌平人，清朝政治人物。进士出身。

## 生平
嘉庆十二年四月初四（1807年5月11日），由广西桂平梧郁道道员升任廣西按察使。嘉庆十三年三月二十五（1808年4月20日），年老休致。